# Michael Shellenberger
Michael Shellenberger (nacido en 1971) es un periodista y autor estadounidense. Ha coeditado y escrito varios libros, entre ellos "Break Through: From the Death of Environmentalism to the Politics of Possibility" (2007), "An Ecomodernist Manifesto" (2015) y "Apocalypse Never : Por qué el alarmismo medioambiental nos perjudica a todos" (2020). 
Un ex relaciones públicas profesional, los escritos de Shellenberger se han centrado en la intersección del cambio climático, la energía nuclear y la política. Aboga por la adopción de la modernización y el desarrollo tecnológico, generalmente a través de una combinación de energía nuclear y urbanización. Shellenberger y su colaborador frecuente Ted Nordhaus han sido descritos por Slate como "ecomodernistas". Una figura controvertida y polarizante, Las posiciones de Shellenberger han sido calificadas de "mala ciencia" e "inexactas" por científicos y académicos ambientales.

## Educación y carrera
Shellenberger se graduó del programa Paz y Estudios globales en Earlham College en 1993. Después de graduarse de Earlham, Shellenberger se mudó a San Francisco para trabajar con Global Exchange. Luego fundó varias firmas de relaciones públicas, incluidas "Communication Works", "Lumina Strategies" y "American Environics" con su futuro colaborador Ted Nordhaus. Shellenberger cofundó el Breakthrough Institute con  Nordhaus en 2003. Mientras estuvo en Breakthrough, Shellenberger escribió varios artículos con temas que van desde el tratamiento positivo de energía nuclear y el gas de esquisto, a las críticas de la hipótesis de los límites planetarios.
En febrero de 2016, Shellenberger dejó Breakthrough y fundó Environmental Progress, que está detrás de varias campañas públicas para mantener en funcionamiento las centrales nucleares. Shellenberger también ha sido convocado por legisladores conservadores para testificar ante el Congreso sobre el cambio climático y a favor de la energía nuclear.  Shellenberger ha sido columnista de The Free Press desde 2022.

## WPATH Files
En marzo de 2024, Shellenberger filtró los "WPATH Files". Esta publicación se refiere a una colección de documentos supuestamente filtrados de la Asociación Profesional Mundial para la Salud Transgénero (World Professional Association for Transgender Health, WPATH), por sus siglas en inglés). La WPATH es una organización internacional dedicada a promover el cuidado basado en evidencia, la educación, la investigación, la defensa, la política pública y el respeto en la salud transgénero.
Los documentos filtrados, que fueron difundidos en línea, supuestamente contenían información que sugería conflictos de interés, violaciones éticas y sesgos ideológicos dentro de la WPATH. Entre las afirmaciones más controvertidas estaban acusaciones de vínculos financieros entre compañías farmacéuticas y clínicos afiliados a la WPATH, preocupaciones sobre la influencia de grupos activistas en las pautas clínicas y alegaciones de supresión de puntos de vista disidentes.

## Redacción y recepción

### "La muerte del ambientalismo:calentamiento globalen un mundo post-ambiental"
En 2004, Nordhaus y Shellenberger fueron coautores de "La muerte del ambientalismo: una política del calentamiento global en un mundo posambiental". El documento argumentó que el ambientalismo es incapaz de lidiar con el cambio climático y debería "morir" para que pueda nacer una nueva política.
El expresidente del Sierra Club Adam Werbach elogió los argumentos de los autores.
El ex director ejecutivo de Greenpeace, John Passacantando, dijo en 2005, refiriéndose tanto a Shellenberger como a su coautor Ted Nordhaus, "Estos muchachos presentaron algunos datos fascinantes, pero lo expresaron en este lenguaje exagerado".
Michel Gelobter y otros expertos y académicos ambientales escribieron  El alma del ambientalismo: redescubrimiento de la política transformacional en el siglo XXI  en respuesta, criticando a la "Muerte" por exigir una mayor innovación tecnológica en lugar de abordar las preocupaciones sistémicas de las personas de color. Intentando cambiar la retórica del ambientalismo al racismo.

### Romper: de la muerte del ambientalismo a la política de la posibilidad
En 2007, Shellenberger y Nordhaus publicaron " Break Through: From the Death of Environmentalism to the Politics of Possibility". El libro es un argumento de lo que sus autores describen como una política positiva "posambiental" que abandona el enfoque ambientalista en la protección de la naturaleza por un nuevo enfoque en la innovación tecnológica para crear una nueva economía. Fueron nombrados por   Time  magazine Heroes of the Environment (2008) después de escribir el libro, y recibieron el Premio Libro Verde 2008 del periodista científico  John Horgan.
 The Wall Street Journal  escribió que, "Si se presta atención, el llamado de Nordhaus y Shellenberger a una perspectiva optimista, que abarque el dinamismo económico y el potencial creativo, seguramente hará más por el medio ambiente que cualquier informe de la ONU o Premio Nobel."

### Un Manifiesto Ecomodernista
En abril de 2015, Shellenberger se unió a un grupo de académicos para publicar   An Ecomodernist Manifesto . Propuso abandonar el objetivo del "desarrollo sostenible" y reemplazarlo por una estrategia para reducir la huella de la humanidad mediante el uso de los recursos naturales de manera más intensiva mediante la innovación tecnológica. Los autores sostienen que el desarrollo económico es necesario para preservar el medio ambiente.

### Apocalipsis nunca: por qué el alarmismo ambiental nos lastima a todos
En junio de 2020, Shellenberger publicó `` Apocalipsis nunca: por qué el alarmismo medioambiental nos perjudica a todos , en el que el autor sostiene que el cambio climático no es la amenaza existencial que se presenta en los medios de comunicación y en el activismo popular. Más bien, postula que la innovación tecnológica y la acumulación de capital, si se permite que continúe y crezca, solucionará los problemas ambientales. Según Shellenberger, el libro "explora cómo y por qué tantos de nosotros llegamos a ver problemas ambientales importantes pero manejables como el fin del mundo, y por qué las personas que son más apocalípticas sobre los problemas ambientales tienden a oponerse a las mejores y más obvias" soluciones para resolverlos ". 
Antes de su publicación, el libro recibió críticas favorables de los científicos climáticos Tom Wigley y Kerry Emanuel, y de ambientalistas como  Steve McCormick y Erle Ellis, En  The Wall Street Journal   John Tierney escribió que "Shellenberger presenta un caso persuasivo, combinando lúcidamente datos de investigación y análisis de políticas con una historia del movimiento verde", y también se publicaron críticas favorables en el  Financial Times  y  Die Welt .